# トゥルグ・ジウ
トゥルグ・ジウ（ルーマニア語: Târgu Jiu、Tîrgu Jiu (1992年まで), Tergu Jiu, Targulu Jiuliu, Tirguschu、ハンガリー語: Zsilvásárhely、ドイツ語: Tergoschwyl, Turgukukuli、ウクライナ語: Тиргу-Жіу、ロシア語: Тыргу-Жиу、ブルガリア語: Търгу Жиу、セルビア語: Таргу Жију (Targu Žiju)、ヘブライ語: טרגו ז'יו‎‎、ギリシア語: το Τίργκου Ζίου）は、ルーマニアのオルテニア地方にある都市。ゴルジュ県の県都で、カルパティア山脈の南部、ジウ川（ルーマニア語: râul Jiu, Jiul, ハンガリー語: Zsil, ラテン語: Rabon, ドイツ語: Schil, Schiel）沿いに位置する。Bârsești、Drăgoieni、Iezureni、Polata、Preajba Mare、Românești、Slobozia、Târgu Jiu（基礎自治体庁所在地）、Ursațiの9つの村（自治体庁所在地を除くと8つ）から成る。

## 歴史
6世紀から14世紀にかけて、この地域はブルガリア人が支配していた。トゥルグ・ジウは1406年の文献に初めて登場し、1597年には都市として認められた。1748年に正教会の大聖堂の建設が始まり、1764年に完成した。
第一次世界大戦が終わると、この地で幼少期を過ごした彫刻家のコンスタンティン・ブランクーシによって1938年に戦士記念碑「Calea Eroilor / The Heroes' Street」が建てられた。このほかにも街には「The Table of Silence」、「The Gate of the Kiss」、「Chairs' Alley and The Endless Column」などのブランクーシの大がかりな彫刻作品が置かれており、街の観光スポットとなっている。市の紋章の中央部にも、彼の作品が描かれている。
第二次世界大戦中にはルーマニア系ユダヤ人の強制収容所が建設され、1941年にはモラヴィア系ユダヤ人も収容された。また、ルーマニア共産党メンバーなどの政治犯も収容所送りにされた。しかし、1944年8月にルーマニア革命が起こると、一転してバナトのドイツ人が収容された。
1950年代初頭に当時の共産党員の市長がブランクーシの「ブルジョア」作品を取り壊そうとしたが、できなかった。
1960年代に入ると石炭の露天掘りが始まり、人口が急増した。この地域の他の地場産業としては、林業、機械製造、織物工業、ガラス製品、セメント、レンガ、タイルなどの建設資材などがある。
1992年にはブランクーシにちなんだ大学が設立された。

### 世界遺産
同市内には第一次世界大戦の犠牲者を追悼するために、1937年と38年にコンスタンティン・ブランクーシが作成した様々な彫刻からなる長さ1.5 kmの公園がある。これは同氏の唯一の大規模な公共作品群であり、2024年に世界遺産に登録された。

#### 登録基準
この世界遺産は世界遺産登録基準のうち、以下の条件を満たし、登録された（以下の基準は世界遺産センター公表の登録基準からの翻訳、引用である）。
- (1) 人類の創造的才能を表現する傑作。
- (2) ある期間を通じてまたはある文化圏において、建築、技術、記念碑的芸術、都市計画、景観デザインの発展に関し、人類の価値の重要な交流を示すもの。

## 人口
- 1889年 - 4,076人
- 1900年 - 6,634人
- 1940年 - 26,634人
- 2002年 - 96,641人（国勢調査）

2002年の国勢調査によると、総人口の96.79%はルーマニア人、3.01%はジプシーまたはロマの人々である。
2009年1月1日時点では、9万5669人が住んでいる。

## 交通
トゥルグ・ジウの交通基盤は、トランスロック開発公社が運営する8路線のバスと2路線のトロリーバスで成り立っている。運賃は1回あたり、およそ0.3ユーロ。ターミナル駅はニコラエ・ティトゥレスク通りにあり、駅舎は近年になって建てられた。
5つの大通り（コンスタンティン・ブランクーシ通り、ニコラエ・ティトゥレスク通り、レプブリキー通り、エカテリーナ・テオドロイウ通り、ウニリー通り）が市内の道路ネットワークの根幹を成しており、とりわけエカテリーナ・テオドロイウ通りが大きい。なお、メインストリートはカレア・ヴィクトリエイ（「戦勝通り」の意）である。また、トゥルグ・ジウには、E79やDN67など多くの幹線道路が交差している。

## 教育
大学
- コンスタンティン・ブランクーシ大学
- スピル・ハレット大学

## 姉妹都市
- ヤンボル（ブルガリア）

## スポーツ
サッカークラブのCSパンドゥルリイ・トゥルグ・ジウがあり、チューダー・ウラジミレスク・スタジアムというホームスタジアムを持っている。